# جيمس هاميلتون هاو
جيمس هاميلتون هاو (بالإنجليزية: James Hamilton Howe)‏ هو عازف بيانو أمريكي، ولد في 14 نوفمبر 1856، وتوفي في 12 أبريل 1934.